# Tripteroides dofleini
Tripteroides dofleini är en tvåvingeart som först beskrevs av Guenther 1913.  Tripteroides dofleini ingår i släktet Tripteroides och familjen stickmyggor.
Artens utbredningsområde är Sri Lanka. Inga underarter finns listade i Catalogue of Life.